# 美合新町
美合新町（みあいしんまち）は愛知県岡崎市大平地区の町名。丁番を持たない単独町名である。

## 地理
岡崎市の南東に位置する。美合町と蓑川新町に囲まれるように立地している。23の番地を持つ。

### 番地
| - 1 - 2 - 4 - 5 - 6 | - 7 - 8 - 9 - 10 - 11 | - 12 - 14 - 15 - 16 - 17 | - 18 - 19 - 20 - 21 | - 22 - 23 - 24 - 53 |

## 世帯数と人口
2019年（令和元年）5月1日現在の世帯数と人口は以下の通りである。
| 町丁     | 世帯数  | 人口  |
| -------- | ------- | ----- |
| 美合新町 | 390世帯 | 834人 |

### 人口の変遷
国勢調査による人口の推移
| 1995年（平成7年）  | 803人 | [ 6 ]  |  |
| 2000年（平成12年） | 853人 | [ 7 ]  |  |
| 2005年（平成17年） | 922人 | [ 8 ]  |  |
| 2010年（平成22年） | 869人 | [ 9 ]  |  |
| 2015年（平成27年） | 888人 | [ 10 ] |  |

## 小・中学校の学区
市立小・中学校に通う場合、学区は以下の通りとなる。
| 番・番地等 | 小学校             | 中学校             |
| ---------- | ------------------ | ------------------ |
| 全域       | 岡崎市立美合小学校 | 岡崎市立美川中学校 |

## 歴史
美合町、蓑川町の一部を前身とする。

### 沿革
- 1975年（昭和50年）12月16日 - 美合土地区画整理組合の事業により、美合町及び蓑川町の一部が美合新町となる[1]。

## 交通
道路
- 国道1号

## 施設
- 中野公園
- じじろ公園
- 岡崎信用金庫美合支店
- ココカラファイン美合店
- ファミリーマート岡崎美合新町店
- セブンイレブン岡崎蓑川新町店

## その他

### 日本郵便
- 郵便番号 : 444-0801[4]（集配局：岡崎郵便局[12]）。

## 参考資料
- 「角川日本地名大辞典」編纂委員会 編『角川日本地名大辞典 23 愛知県』角川書店、1989年3月8日。ISBN 4-04-001230-5。
- 有限会社平凡社地方資料センター 編『日本歴史地名体系第23巻 愛知県の地名』平凡社、1981年。ISBN 4-582-49023-9。